# Ayeyarwady (region)
Ayeyarwady (eller Irrawaddy) är en administrativ region i Myanmar, med kust mot Bengaliska viken. Huvudstaden är Pathein, och folkmängden uppgick till 6,3 miljoner invånare 2011.

## Administrativ indelning
Regionen är indelad i sex distrikt:
- Hinthada
- Labutta
- Maubin
- Myaungmya
- Pathein
- Pyapon

Distrikten är indelade i 26 kommunala distrikt (myo ne):
- Bogale
- Danubyu
- Dedaye
- Einme
- Hinthada
- Ingapu
- Kangyidaunt
- Kyaiklat
- Kyangin
- Kyaunggon
- Kyonpyaw
- Labutta
- Lemyethna
- Maubin
- Mawlamyinegyun
- Myanaung
- Myaungmya
- Ngapudaw
- Nyaungdon
- Pantanaw
- Pathein
- Pyapon
- Thabaung
- Wakema
- Yegyi
- Zalun